# Mon maître et mon vainqueur
Mon maître et mon vainqueur est un roman de François-Henri Désérable, paru en août 2021 aux éditions Gallimard. Il remporte la même année le Grand prix du roman de l’Académie française.

## Résumé
À mi-chemin entre poésie et polar, Mon maître et mon vainqueur a pour narrateur un écrivain, interrogé par un juge d’instruction sur une affaire dont il connaît les détails. Le mis en examen, Vasco, est son meilleur ami. Lors de son arrestation, on a trouvé sur lui un revolver et un cahier rempli de poèmes qu’il a écrits. Au fil de la relecture des poèmes, le narrateur raconte l’histoire passionnelle de Vasco et Tina.

## Titre
Le titre est tiré d’un vers de Paul Verlaine : 
« Es-tu douce ou dure ?

Est-il sensible ou moqueur,

Ton cœur ?

Je n’en sais rien, mais je rends grâce à la nature

D’avoir fait de ton cœur mon maître et mon vainqueur. »

## Épigraphe
« Je voulais dessiner la conscience d’exister et l’écoulement du temps », Henri Michaux. 

## Réception critique
Mon maître et mon vainqueur reçoit un accueil majoritairement très positif. 
Livres Hebdo parle d’« un régal de virtuosité, servi par un style allègre qui mêle l’ultra sophistication, l’érudition, à la crudité, au familier ».
Pour Anna Cabana du Journal du dimanche, c’est « un petit bijou de poésie et d’ironie. L’auteur ne magnifie la passion que pour mieux la tourner en ridicule. Il parle si bien la langue de l’amour incandescent, de l’amour tourmenté, de l’amour impossible, de l’amour perdu. (…) Dans ce livre, tout en n’ayant rien perdu de la virtuosité tintinnabulante d’Un certain M. Piekielny, il gagne en profondeur. (…) De la haute voltige stylistique » .
D’après Jean-Paul Enthoven, dans Le Point, « c’est un roman magnifique, drôle, intelligent, rieur, léger – comme toutes les histoires d’amour (très) fou. On est ici dans le cœur du réacteur passionnel. Avec prose en fusion et phrases à haute valeur émotive ajoutée ».
François Kasbi, dans Causeur, se demande : « Depuis quand n’avait-on pas lu un livre aussi intelligent, virevoltant (dixit son éditeur, et on n’a pas mieux) et poétique (cette dernière vertu est peut-être la plus précieuse) ? On ne se souvient pas » .
Selon Le Figaro Magazine, « son quatrième livre installe définitivement François-Henri Désérable parmi les meilleurs écrivains de sa génération. Sur le sujet le plus banal du monde, il bâtit un récit romanesque à la fois haletant, poétique, cruel, fiévreux et drôle ».
Pour Lire (revue) , « c’est de loin son livre le plus douloureux et le plus cru, et paradoxalement aussi son livre le plus drôle et le plus désinvolte » .
Zone critique parle d’« un livre merveilleux tant il est sensible » et La Quinzaine littéraire retient que « Désérable passe en revue avec intelligence et virtuosité tout un pan d’histoire littéraire du XIXè siècle autant qu’il investit les arcanes de la Bibliothèque nationale de France. II jongle plaisamment entre les différents genres - poésie, théâtre - et les différents auteurs qu’il mobilise - Baudelaire, Mallarmé ou Rostand - sans jamais lasser. Au contraire, le lecteur se retrouve pris dans les filets d’une histoire dont il ne parviendra pas à se défaire avant la toute dernière page ».
Pour Frédéric Taddeï, Mon maître et mon vainqueur est « le meilleur roman de la rentrée » .
Pierre Maury considère dans Le Soir que « François-Henri Désérable brode une très fine dentelle dont les éléments renvoient les uns aux autres, puissants échos dans un récit qui semble fragile mais se révèle (à la deuxième lecture) architecturé avec précision » 
D’après la romancière Maria Pourchet, dans Point de vue, Désérable « tente un objet artistique assez complet, alternant images, prose, vers. Et ça marche. C’est drôle, très bien mené, un peu hors du temps, teinté de réalisme poétique. »
Pour Jérôme Garcin, de L'Obs, « si l’auteur s’amuse et fait feu de tout bois, il sait décrire les flammes de la passion amoureuse avec une émouvante et verlainienne gravité » . 
Il inscrit le livre au programme du Masque et la Plume, où les critiques sont plus divisés : si Jean-Louis Ezine retient qu’« il montre bien que toute passion amoureuse est une fabrication littéraire », Olivia de Lamberterie considère que « Désérable est l’écrivain le plus doué de sa génération… mais son histoire est emballée d’un vernis de littérature qu’il n’était pas obligé de mettre ». Arnaud Viviant estime que c’est un roman « vieux, putassier dans l’utilisation de la poésie, prise en otage dans cette histoire dont on n’a rien à faire » et Frédéric Beigbeder un livre « adroit, malin, fin, souvent brillant, mais aussi un peu vain ».

## Prix littéraires
Mon maître et mon vainqueur remporte le Grand prix du roman de l'Académie française, avec 10 voix contre 9 à Gilles Martin-Chauffier. Était aussi finaliste  Mohamed Mbougar Sarr pour La plus secrète mémoire des hommes, couronné quelques jours plus tard du Prix Goncourt.

## Éditions et traductions
- Mon maître et mon vainqueur, éd. Gallimard, coll. « Blanche », 2021  (ISBN 9782072900945).
- Mon maître et mon vainqueur, éd. Gallimard, coll. « Folio », 2023 (ISBN 9782072900945).
- Italien : Il mio padrone, il mio vincitore, La Nave di Teseo, avril 2022 – trad. Fabrizio Ascari
- Bulgare : Мой властелин и покорител, Aquarius, juin 2022 – trad. Radostin Zhelev et Dorotea Tabakova
- Russe : Властитель мой и господин, Corpus – Corpus Books, août 2022 – trad. Natalia Mavlevich
- Espagnol : Mi dueño y mi señor, Cabaret Voltaire, octobre 2022 – trad. Lola Bermúdez Medina
- Roumain : Stapanul si cuceritorul meu, Humanitas, novembre 2022 – trad. Mădălinei Ghiu
- Grec : Αφέντρα και κυρά μου, Opera, juillet 2023 – trad. Achilleas Kyriakidis
- Arabe (Arabie Saoudite et Tunisie) : Page 7, juillet 2023 – trad. Slah ben Ayad
- Allemand (Suisse) : Mein Meister und Bezwinger, Rotpunktverlag (Zürich), juillet 2023 – trad. Claudia Steinitz et Tobias Scheffel
- Albanais : Rob I Zemrës Tënde, Buzuku, novembre 2024  – trad. Urim Nerguti